# Sukabanjar (Muaradua)
Sukabanjar is een bestuurslaag in het regentschap Ogan Komering Ulu Selatan van de provincie Zuid-Sumatra, Indonesië. Sukabanjar telt 642 inwoners (volkstelling 2010).